# كازويوكي سيكيغوتشي
كازويوكي سيكيغوتشي (باليابانية: 関口和之) (21 ديسمبر 1955، أغانو في اليابان)؛ موسيقي، ملحن، مغن مؤلف وروائي ياباني.

## روابط خارجية
- كازويوكي سيكيغوتشي على موقع IMDb (الإنجليزية)
- كازويوكي سيكيغوتشي على موقع ميوزك برينز (الإنجليزية)
- كازويوكي سيكيغوتشي على موقع ديسكوغز (الإنجليزية)